# Cnemophilus loriae
Cnemophilus loriae là một loài chim trong họ Cnemophilidae.
Chúng được tìm thấy ở Indonesia và Papua New Guinea. Môi trường sống tự nhiên của chúng là rừng ẩm vùng đất thấp nhiệt đới hoặc cận nhiệt đới và rừng núi ẩm nhiệt đới hoặc cận nhiệt đới.